# Forever Activists: Stories from the Veterans of the Abraham Lincoln Brigade
Forever Activists: Stories from the Veterans of the Abraham Lincoln Brigade è un documentario del 1990 diretto da Connie Field e Judith Montell candidato al premio Oscar al miglior documentario.